# ドラキュラ伯爵
ドラキュラ伯爵（ドラキュラはくしゃく、英：Count Dracula）は、ブラム・ストーカーによるイギリスの小説『吸血鬼ドラキュラ』（1897年）に登場する悪役の吸血鬼（アンデッド）。表向きはルーマニアのトランシルヴァニア地方に住む由緒ある貴族だが、実は若い美女の生き血を好む吸血鬼であり、物語の進展に伴ってイギリスに渡り、災いを招く。その後のフィクション作品に多大な影響を与え、フィクションにおける吸血鬼の設定を確立したとみなされている。ドラキュラはあくまで吸血鬼（ヴァンパイア）の中の一キャラクターの固有名詞であるが、日本ではしばしば吸血鬼それ自体を指す言葉としても用いられる。
ドラキュラ伯爵のモデルとしては15世紀のワラキア公国の君主ヴラド・ツェペシュ（ヴラド3世）だと一般に信じられている。しかし、原作中にはヴラド3世の名前は登場しない。ストーカーの執筆メモにもその名前はなく、ドラキュラの名前を採用しただけという説も出されている。
ドラキュラ伯爵の吸血鬼としての設定はそれまでのフィクションや伝承上の吸血鬼の設定をまとめたものであり、特に人間を噛んで同族の吸血鬼に変える能力が知られる。後の映画などの翻案作品や、ドラキュラがモチーフの作品などによって追加された、あるいは変化した設定も多く、その中には日光が致命的な弱点とされるなど、今日には標準設定とみなされているものもある。

## 来歴
原作であるブラム・ストーカーの小説『吸血鬼ドラキュラ』では、ドラキュラ伯爵の特徴や身体能力、特殊能力、弱点を複数の語り手が、異なる視点から語る形式をとっている。
ドラキュラ伯爵は何世紀も前から生き続けてきた不死の怪物（アンデッド）である吸血鬼である。表向きはトランシルヴァニアに領地を持つ貴族（ボヤール）であり、先祖がフン族のアッティラとされるセーケイ人とする。第3章でドラキュラ伯爵自身が語るところによれば、ドラキュラ一族は戦乱の世においてその勇猛果敢さで故郷を守り、周囲の侵略者たち（特にオスマン帝国）を怯えさせてきた者たちであったという。ヨーロッパ側が敗北に終わるコソボの戦い（1389年）ではドラキュラ一族の者が一矢報いる功績を立て、またモハーチの戦い（1526年）ではハンガリーから独立を果たせたのもドラキュラ一族の功績であると語る。第18章で語られるヴァン・ヘルシングの調査結果によれば、ドラキュラ伯爵の正体は、かつてオスマン帝国との国境であったドナウ川での戦いで勇名を馳せたドラキュラ将軍（ヴォイヴォド・ドラキュラ、Voivode Dracula）その人である。このドラキュラ将軍はトランシルヴァニアにおいて最も勇敢かつ聡明で抜け目がない人物として当時や、また数世紀経った今でも評されてきた人物とされている。また、ドラキュラ一族はヘルマンシュタット湖を見下ろす山中にあるとされる悪魔学校「ショロマンツァ」において、秘術を学んできたとする。

### 前日譚『ドラキュラの客』

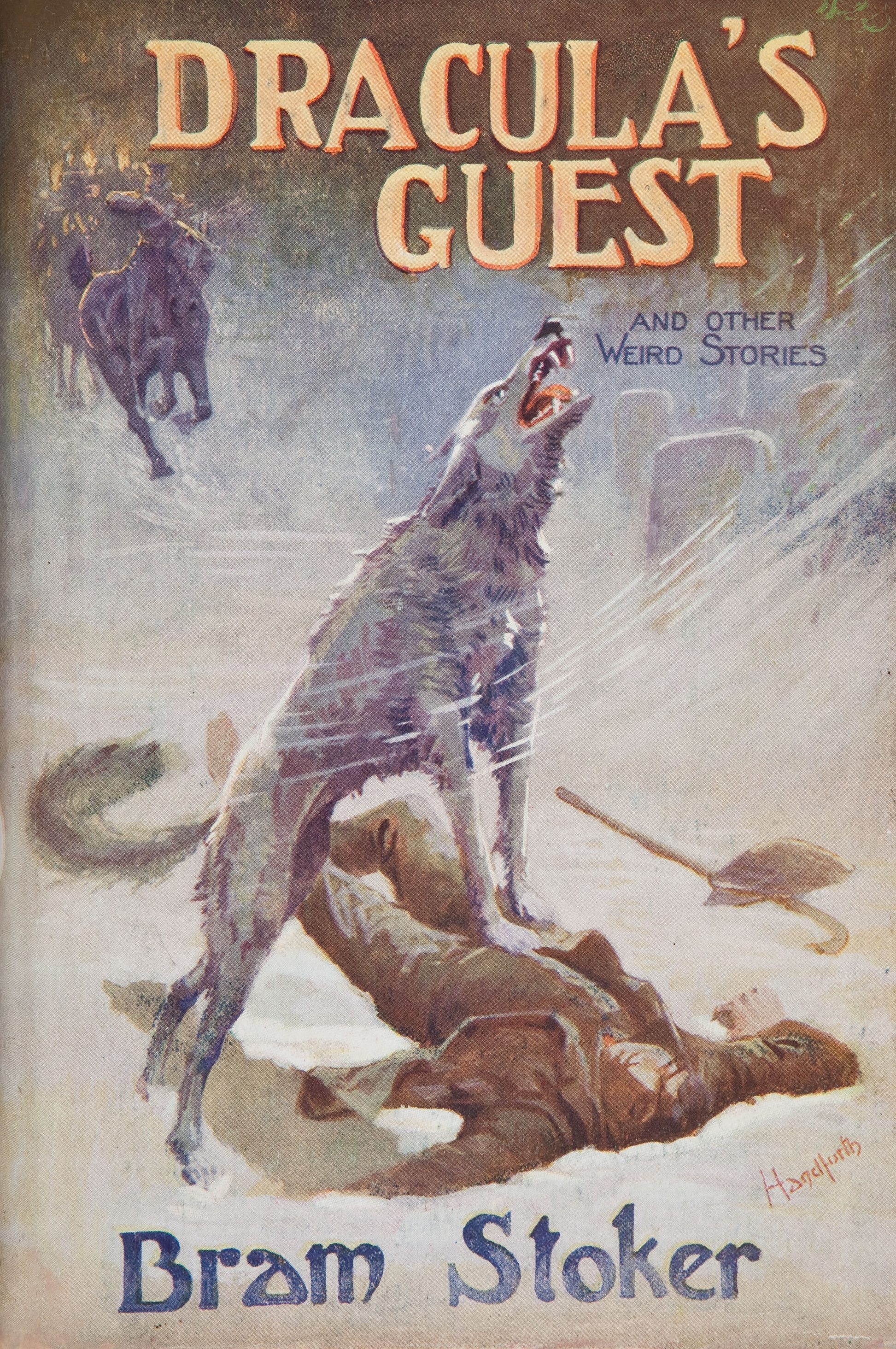
短編集『 ドラキュラの客』（1914年）の表紙

短編『ドラキュラの客』は、ある人物と会うためトランシルヴァニアに向かう予定の若いイギリス人旅行客を語り手とする物語である。彼はドイツ・ミュンヘン近郊を馬車で移動していた折、御者の警告を無視して「ワルプルギスの夜」に一人で街道から外れた横道を進み、彷徨うことになる。
青年は、謎の長身痩躯の男の影や不意の吹雪などに見舞われながらも先へと進み、最終的に古い墓地にたどり着く。そこで青年はドリンゲン伯爵夫人と彫られた大理石の一際立派な大きな墓を見つける。その墓は何故か大きな鉄杭が突き刺さっていた。今度は雹の嵐に襲われた青年は避難のため、墓の内部へと入るが、そこでまるで眠っているかのような美しい女性の遺体と対面する。その瞬間、謎の怪力によって青年は墓の外へと放り出される。同時に、大理石に刺さった鉄杭に雷が落ちて墓は崩壊し、炎に包まれた女性の遺体は実は生きていたように苦悶の表情と悲鳴を上げ滅びる。しかし、危機は終わっておらず、再び謎の力に引きずられ意識を失った後、目が覚めると大きなオオカミに伸し掛かられ、首筋を舐められている。しかし、オオカミはそれだけで青年を襲うことはなく、やがて助けが現れ、オオカミは彼を守っていただけだとわかる。
青年がホテルに戻ってくると、ホテルマンよりトランシルヴァニアで待つ相手より電報が届いていると連絡を受ける。それは雪とオオカミと夜の危険を警告するドラキュラ伯爵からのものであった。 

### 本編
ドラキュラ伯爵はイギリス・ロンドンへの移住を考え、新人弁護士のジョナサン・ハーカーをイギリスからトランシルヴァニアの居城へと招く。ドラキュラは持ち前の博識さなどでジョナサンを魅了して信頼を得、また、城内に住む女吸血鬼からも彼を助ける。その目的はなるべく彼を生かし、不動産取引の法的妥結と、今のイギリスの情報を引き出すためである。準備が整うと、彼は城を出発し、回復と日中の静養に必要な故郷の土を詰めた木箱50箱と共にロシア船デメテル号に乗船する。船内では夜な夜な船員に襲いかかり、最終的に船はイギリスに到着するも乗員は全滅する。また、その遺体は舵に身体を巻き付けた船長のもののみが残る。
船を降りたドラキュラはジョナサンと契約した邸宅に住むようになり、また、同時に吸血鬼を信奉する人間レンフィールドを操作する。そしてドラキュラは2人の若い女性、ジョナサンの婚約者ミナと、その友人ルーシー・ウェステンラに目をつける。ドラキュラは毎夜ルーシーの部屋に忍び込んでは少しずつ彼女の生き血を吸い続け、彼女を弱らせていく。ルーシーの婚約者であるアーサーは、親友のセワードやモリスと共に病気の原因を調べ始め、やがてセワードは恩師の老学者エイブラハム・ヴァン・ヘルシング教授を頼る。博識なヘルシングはこれがすぐに吸血鬼の仕業だと見抜き、ニンニクを使って吸血鬼を遠ざける策を授けるが、不幸が重なってドラキュラはこれを破り、ルーシーを死に至らしめると吸血鬼化させる（この時点でヘルシングらにドラキュラ伯爵のことは知られていない）。
ドラキュラはデ・ヴィル伯爵といった偽名を用いてロンドン市内に複数の不動産を購入し、そこに持ち込んだ故郷の土を隠すことで、自身の安全なねぐらを増やしていく。一方、城に軟禁状態にあったジョナサンはそこから脱出し、苦難の末にイギリスに帰り着く。ジョナサンの日記はミナを経由してヘルシングに届き、ここで彼らはドラキュラの手掛かりを得る。ここから新聞記事の切り抜きなどで吸血鬼が起こしたと思われる事件の情報が集められていき、あるいはヘルシングの友人アルミニウスの調査より、ドラキュラの正体がかつてトルコ人との戦いで有名を馳せたドラキュラ将軍（ヴォイヴォド・ドラキュラ）だと推定される。ヘルシングらは、ドラキュラの各拠点を見つけ出しては、持ち運ばれた土を浄化することでドラキュラの逃げられる場所を潰していく。
こうしたヘルシングらの動きに対してドラキュラは報復としてミナに狙いを定め、レンフィールドを操作して最終的に彼女を襲うことに成功する。これは単純に吸血だけではなく、自らの血も相手に飲ませる「吸血鬼の血の洗礼」を行って彼女に吸血鬼化の呪いをかける。少なくとも3回目の襲撃での吸血の最中にヘルシングに踏み込まれ、黒い霧に姿を変えての逃亡を余儀なくされる。ミナは吸血鬼化が徐々に進み始めるが、逆にそれによってテレパシーでドラキュラと繋がるようになり、彼の居場所が朧気ながらもわかるようになる。ドラキュラは追い詰められ、トランシルヴァニアへ逃亡する。
ヘルシングら一行もドラキュラを追いかけてトランシルヴァニアに向かう。ドラキュラはジプシーらによって居城へ運び込まれる直前で、ジョナサンらの襲撃を受ける。この時、ドラキュラは夕刻前で身動きが取れない吸血鬼の眠りの最中であり、ジプシー達が迎え撃とうとする。結局最後は、箱の中で身動きがとれない状態のまま、ジョナサンによって首をククリ刀で斬られ、同時にモリスによってその心臓にボウイナイフを突き立てられ討伐される。また、その遺体は塵になって消える。

## 人物
ドラキュラ伯爵は物語の進展によって序盤は老人、中盤以降は壮年と外見年齢が変わるため、その容姿は一様ではないが、基本的には体型は長身痩躯で、目が赤く、尖った犬歯（牙）を持ち、肌に血の気はないが唇は赤く若々しいことは共通
して言及される。また、その服装は黒を基調としているのも同じである。聡明な人物であり、事前に書物で勉強したとしてイギリスのことにも詳しく、流暢な英語を話すことができる。序盤においてドラキュラは誠実な人物を演じているが、思い通りにならないと激昂する様子を見せることもある。特にドラキュラの花嫁たちがジョナサン・ハーカーを誘惑した際には、その一人を肉体的に痛めつけ、自分の命令に従わなかったことを強く叱りつける。また、誠実さを装っていた序盤であっても、その邪悪さを垣間見せることがある。
ドラキュラは自身の戦士の血筋を誇り、セーケイ人には英雄の血が流れているとジョナサンに熱く語る。また、貴族（ボヤール）としての矜持も強く、英雄的行為や名誉、武勇の過去を懐かしむ描写がある。殊にドラキュラ一族は、かつての戦乱の世において勇名を馳せ、長きに渡って侵略者達を退けて彼らを恐れさせたとし、ハプスブルク家やロマノフ家など成り上がりに過ぎないと豪語する。貴族として誰かに下に見られることも強く嫌い、特に彼が英語を母国語話者と遜色ないレベルにまで勉強したのも、イギリスに渡った時に訛りで余所者と思われるのを酷く嫌ったためであった。
領主として、ドラキュラ城を居城とする広大な領地を持ち、イギリスでは複数の物件を購入するなど、莫大な財産を持っていることが示唆される。領地には領民もいて、彼らからは畏怖されており、また領内のジプシー達を使役してもいる。第4章ではジョナサンが城外のティガニー人を買収して密かに手紙を届けさせようとするが、彼らはドラキュラに忠実でこの手紙を報告する。しかし、城内はドラキュラ自身とドラキュラの花嫁と呼称される絶世の美女である3人の女吸血鬼しか住んでいない。特に物語序盤においてジョナサンの持て成しは、すべてドラキュラ自身が行っており、その食事の準備からベッドメイキングまで1人でやっている。ただ、城内に使用人がいないと思われることは嫌っており、これら準備はなるべくジョナサンに気づかれないように行われ、使用人たちは既に寝てしまったなどと嘘をつく。
趣向として古い物件を好む様子を見せる。新造の物件に住んだら「死んでしまう」と言い、住めるようになるには1世紀は必要だと語る。

## 能力と弱点
作中でドラキュラ伯爵は多様な超自然的能力を行使する。ドラキュラあるいは吸血鬼が用いることができる特殊能力は、特に第18章にてヴァン・ヘルシングより説明される。しかし、一方で制限事項や弱点も多く持ち、「ガレー船の奴隷よりも不自由な囚われの身」とも評される。後述のように、その特殊能力は原則として夜にしか行使できないことが挙げられる。
本作で挙げられた吸血鬼の特徴は、民間伝承及びフィクション作品における吸血鬼の設定を確立し、後の創作物に大きな影響を与えた。

### 身体能力と特殊能力
ドラキュラは基本的な身体能力が高く、物語序盤の老人の姿の時でも、その外見に似合わない力強さを見せ、ジョナサンを驚かせる。ヴァン・ヘルシングによれば、吸血鬼は屈強な男20人分に相当する膂力を持つとされる。また、超人的な俊敏性を持ち、爬虫類のように垂直な壁や天井などに取り付き、這って移動することもできる。
ドラキュラは自由に姿を変える能力を持ち、成長したり、小さくなることができる。作中での特徴的な変身は、コウモリ、オオカミ、大型のイヌといった動物、さらに黒い霧に変わったことである。
また月明かりの下では身体の構成を粒子状に変え、小さな亀裂や隙間を通して、人間の姿を保ったまま壁などをすり抜けて移動することができる。ヘルシングは、吸血鬼はこの能力を使って墓の扉や棺のわずかな隙間から移動することができると説明している。これは作中の犠牲者で、吸血鬼となったルーシーが使用した特殊能力でもある。ヘルシングらが彼女の墓を暴いて棺の中を確認した時、彼女の遺体がなくなっていることが判明した。
自殺した者や殺された者の墓など、不浄な場所にも自由に移動ができ、また制限はあるがその場で姿を消し、別の場所に現れることができる。そこへ行くルートさえ知っていれば、縛られたり、閉じ込められた状態からであっても、どこにでも移動できる。
第7章のデメテル号のシーンでは船乗りに背後からナイフで刺されるも、まるで体内が空であるかのように刃が体内を通り過ぎる。
変身ではなく特定の動物を使役することも可能で、序盤ではオオカミの群れを制御している。夜に聞こえるオオカミの咆哮を「夜の子らが奏でる音楽」として楽しむ様子も見せる。他にネズミ、フクロウ、コウモリ、ガ、キツネ、といった動物を使役することができ、特にロンドンの拠点に踏み込んだ彼らを追い払うためにネズミの群れに彼らを襲わせている。しかし、その支配能力には限りも見られ、このネズミのシーンではホルムウッドが勇敢な猟犬を差し向けて対抗し、多くのネズミが殺されると、怯えた残りのネズミたちはドラキュラの命令を無視して逃げ出している。
強力な催眠術、テレパシー、幻覚能力を持ち、標的を操作することが可能である。また天候を操る能力も持ち、嵐や霧、雷を発生させることができるとされている。『ドラキュラの客』では女吸血鬼のドリンゲン伯爵夫人が吹雪を起こし、またドラキュラが雷を発生させて彼女を倒したことが示唆される。

### 吸血と回復能力
吸血鬼はその名の通り、獲物の生き血を好む怪物である。作中では血液のみが食料源とされ、一般的な食事は取らない。彼の力は他人の血によって引き出され、結果として血液がなくては生きてはいけない。吸血行為によって、序盤老人であったドラキュラは壮年の姿へと若返っている。しかし、序盤でジョナサンに傷つけられた額の傷は癒えることはなく、その後も残っている。ドラキュラは獲物として若い女性を好む様子を見せるが、物語冒頭でジョナサンの生き血に魅せられたように女性の血しか飲まないわけではない。
また力を回復する方法としては他に故郷の土のある場所で眠るというものがある。ドラキュラ伯爵はロンドンに渡るにあたって、故郷の土を詰めた木箱を50箱用意し、ロンドンで購入した複数の物件に運び入れることを余儀なくされている。

### 吸血鬼化の呪い
本作で描かれた特徴的な吸血鬼の能力の1つが他者に噛み付いて吸血鬼に変えてしまうというものである。作中でヴァン・ヘルシングはこれを「不死の呪い」（curse of immortality）と呼び、不死者（アンデッド）によって命を奪われた者は、また不死者になり、仲間を増やしていくと説明する。ただし、単に噛みつかれてすぐに死に至ったり、吸血鬼化するわけではない。実際、ルーシーもミナも、数日に渡ってドラキュラ伯爵に襲われている。これは作中で、犠牲者に対する支配力を高めるためだと説明されている。最終的に犠牲者が吸血鬼になるのはその命を失ってからである。ただ、一度襲われるとその存命中は、襲った吸血鬼とテレパシーで繋がり、その催眠術の影響下に置かれてしまう。
作中でドラキュラが吸血鬼化を伴う吸血を行うのはルーシーとミナの2人である。特にミナについて吸血鬼化の過程が描かれている。ヴァン・ヘルシングらが、ミナを捕食中のドラキュラの元に踏み込んだ時、彼は彼女の血を飲むだけではなく、自らの血も飲ませている。この吸血鬼と被害者が互いの血液を飲み合う行為は、作中で「吸血鬼の血の洗礼」（the Vampire's Baptism of Blood）と呼ばれる。吸血鬼化の呪いの影響は時間経過と共に、肉体と精神を侵して行く。ドラキュラの襲撃から間もなく、ヴァン・ヘルシングがミナの額に聖餐用のウエハース（パン）をつけると、その箇所は火傷し、痕が残る。また、鋭くまではならないものの、歯（犬歯）も伸び始める。食欲は減退して普通の食事に嫌悪感を抱くようになり、日中は眠ることが多くなって日没にならないと起床できなくなる。そして最後は日記を書く気力も失う。
ただ、作中においてはヴァン・ヘルシングは吸血鬼化の呪いを逆用することもしている。例えば本来はドラキュラが犠牲者を操るために繋がったテレパシーは、日の出・日の入りには逆に犠牲者の方からドラキュラの思考を読むことができるという副作用があり、これによってヘルシングらはドラキュラの現在の居場所を突き止め、追い詰めていく。また、終盤では聖餐用のウエハースを円上に砕いたところ、吸血鬼化の呪いが進むミナはこの結界から出られなくなってしまったが、この作用は彼女を保護する防御陣として利用された。
吸血鬼化の呪いを解くにはドラキュラの死が必要である。ドラキュラが遠地に逃亡し、またそれ以上の加害をミナに加えなかったとしても、呪いが解けることはなく、やがてミナが自然死した場合でも吸血鬼化するとヘルシングは作中で説明している。

### 制限事項
吸血鬼は多様な特殊能力をもつが、それを用いることができるのは原則として夜のみである。日の出・日の入り以外では、例外的に正午にも力を使うことができるとしている。また、故郷の土のある場所、棺、地獄、加えて墓場といった不浄な場所では能力が使えるとされている。ただし、日中はあくまで力が使えなくなるだけであり、例えば太陽光に触れたら肉体が消滅するといったことはない。本作における吸血鬼は日中が弱点というのは、あくまで能力行使ができなくなるという意味であり、太陽が致命的な弱点であるわけではない。実際、ドラキュラは日中にロンドンの不動産を購入していることが示唆されている。
上記の通り、吸血鬼は様々な形に姿を変えて至る場所に侵入できるが、邸宅には家人に招かれないと入ることができないという制約がある。ただし、1度でも招かれれば以降は自由に出入りできる。また、海や川といった流水を渡ることもできず、このため、コウモリや霧の姿で川を渡ることはできず、自分から船に乗ったり、あるいは岸に降りることも他者の物理的な助けを必要とする。例外的に干潮時か満潮時は流水を渡ることができる。
しばしば作中では吸血鬼の眠りも描写されている。第4章においてドラキュラは、故郷の土が詰められた木箱の中で眠っている状態をジョナサンが発見するが、目は見開いた状態で外見上は精気を感じさせる。しかし、鼓動も呼吸もなく、まったく身動ぎ1つせず、生きているという証拠は何も見つからない。一方、この状態では吸血鬼は自発的に目を覚ますこともできない。自らを害そうとするものが近づいてきても何も対処できず、第4章ではジョナサンはシャベルでドラキュラの頭を殴りつけ、額に痕が残るほどの傷を与えるが、ドラキュラは覚醒しない。また、終盤ではヴァン・ヘルシングが、城内にある礼拝堂の棺に眠るドラキュラの花嫁たちを討伐していくが、同様に寝ている状態の彼女らは何の抵抗することなく、討たれていく。この眠りは日中になされているが、上記の通りドラキュラが日中に行動する様子も書かれるなど、必ず日中は眠っているというわけでもなく、吸血鬼にとってこの行為がどれほど必須のものかは作中では説明されない。

### 弱点

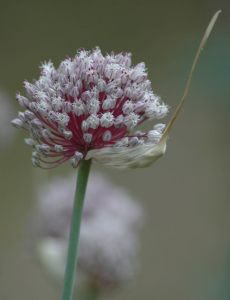
吸血鬼の弱点として用いられたニンニクの花の写真

本作で登場し、ドラキュラが苦手とするものとしてよく知られるのがニンニクである。ただし、作中で用いられるのは鱗茎（球根）ではなく、花である。ルーシーを診察して吸血鬼の仕業と見抜いたヴァン・ヘルシングは、ニンニクの花を彼女の家の至るところに飾ることでドラキュラの襲撃を防ごうとする。ニンニク以外に作中で登場する弱点が十字架や聖餐用のパンといった神聖な宗教シンボルである。例えば第2章において、ドラキュラ伯爵はジョナサン・ハーカーの髭剃中の不意の出血を見て、強い吸血衝動に襲われるが、彼がしていた十字架のネックレスによって退けられ我に返るシーンがある。また、ミナ襲撃時にヘルシングらに踏み込まれた際も、彼らに十字架を前に突き出すように掲げられて、それ以上の危害は加えられず、退散している。
作中に言及される他の弱点としては野薔薇の小枝とナナカマド（セイヨウナナカマド）がある。実際に作中では用いられないが、ヘルシングは吸血鬼が眠っている棺の上に野薔薇の小枝を置くと、その外に出ることができなくなると説明している。また、その状態で祝福された弾丸を棺に撃ち込むことによって、そのまま退治することが可能としている。一方、ナナカマドの具体的な使い方は作中で説明されず不明である。

### その他の特徴
吸血鬼の特性として影が発生せず、鏡に映らない。このためドラキュラ城には鏡がなく、ジョナサンが手鏡を持ち込んだことを知ったドラキュラは、窓を開けてこれを城外に捨ててしまう。
また、作中でドラキュラ伯爵は血液への欲望を抑えられない存在として描かれる。後の翻案作品では、この吸血衝動を「渇き」（the thirst）と呼ぶことがある。

## モデル

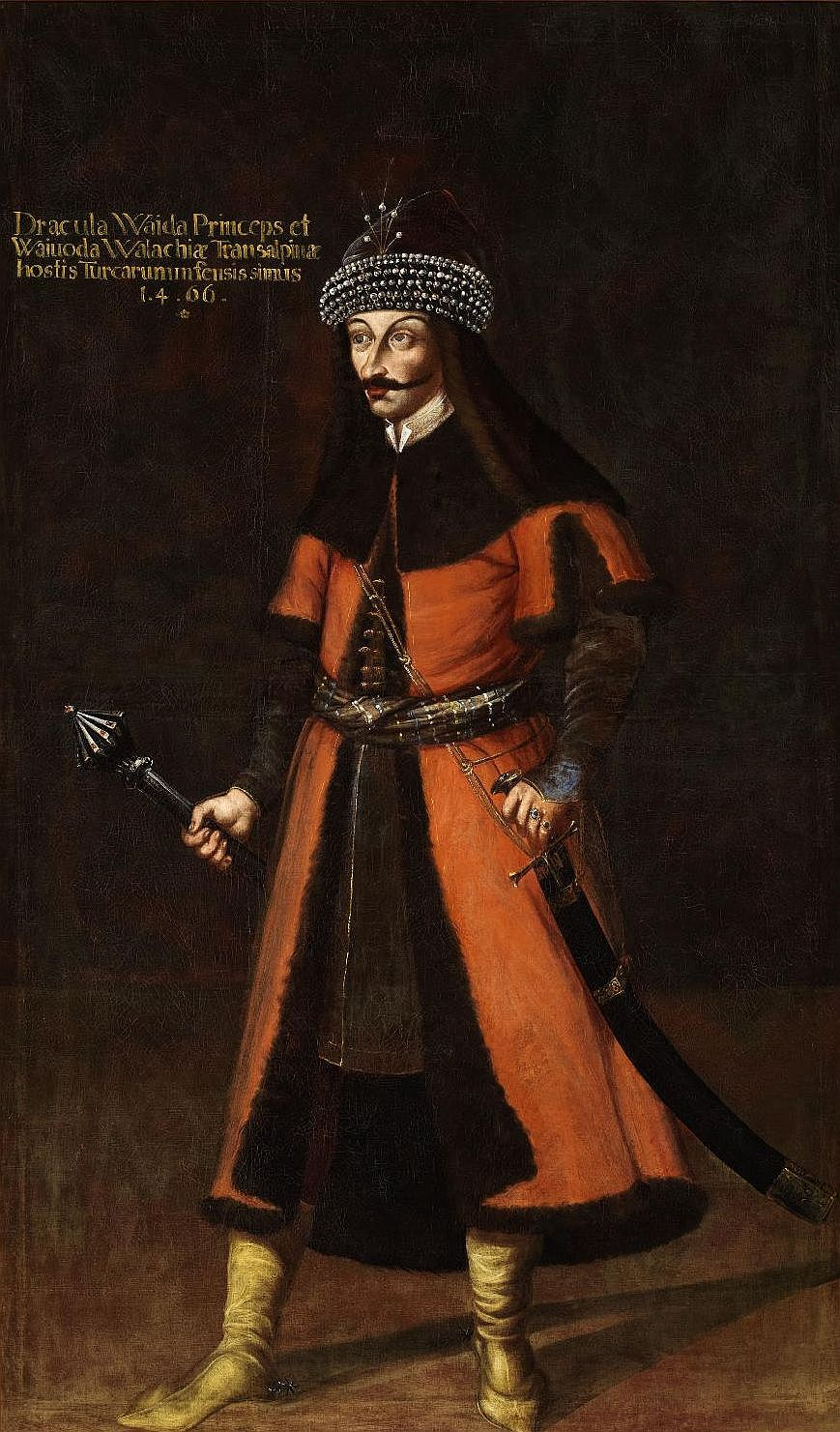
17世紀にエステルハージ家の依頼で描かれたヴラド3世の等身大の肖像画。フォルヒテンシュタイン城所蔵。

### ヴラド3世説
ドラキュラ伯爵のモデルとしては、15世紀のワラキア公国の君主ヴラド・ツェペシュ（ヴラド3世）が知られている。この説は遅くとも1958年にはセシル・カートリーによって提唱され、ヴラドの生涯とドラキュラ伯爵の出自には関係性があるとした。その後、1972年にブラム・ストーカーがヴラド3世をモデルにして『吸血鬼ドラキュラ』を書いたとするラドゥ・フロレスクとレイモンド・T・マクナリーの著作『ドラキュラ伝説』（原題：In Search of Dracula）が出版され、この説は広く知られるようになった。
歴史的に「ドラキュラ」という固有名詞は、ヴラド家の通称であり、これはハンガリー王で後に神聖ローマ皇帝となるジギスムントが、オスマン帝国に対抗するため創設した「ドラゴン騎士団」に由来する。ヴラド2世は、1431年頃、オスマン・トルコと勇敢に戦って騎士団入りし、ドラクル（ドラゴン公）と呼ばれるようになった。その息子ヴラド3世は通称「ドラキュラ」と呼ばれ、これは現地語で「ドラゴンの息子」を意味した。 また、作中で語られるドラキュラ伯爵の正体と思わしき歴史上の人物は、ドナウ川を渡ってトルコ人と勇敢に戦い、敵に恐れられたとし（第18章）、また、死後は弟（ラドゥ3世）がトルコに領地や領民を差し出したなど（第3章）、史実のヴラド3世の生涯に符合する部分も多い。
しかし、ストーカーがどこまでヴラド3世を意識していたかについては諸説ある。作中では史実のヴラド3世を示す名前は出てこない。代わりに登場するドラキュラ伯爵の正体と思わしき歴史上の人物の名前は、ドラキュラ一族の「ドラキュラ将軍」（ヴォイヴォド・ドラキュラ、Voivode Dracula）である。
ストーカーの執筆メモを分析したエリザベス・ミラーらドラキュラ研究者は1998年には両者の共通性の強度に疑念を呈していた。それによればストーカーはドラキュラという名前を拝借しただけであり、歴史上のヴラド3世のことはほぼ知らなかったという。 実際、執筆メモにも、ヴラド3世についての記述はない。 
この執筆メモでは、初期の構想では敵となる吸血鬼の名前はヴァンピール伯爵（英：Count Wampyr）であった。「ドラキュラ」という名前は、1880年にストーカーが妻子と休暇を過ごしたウィットビーの公共図書館で知ったものであり、ストーカーはその意味を、ルーマニア語で「悪魔」を意味し、ワラキア人が残虐や狡猾な者に与える名前だと勘違いしていた。

### ドラキュラ城
ドラキュラ城のモデルとしては、ワラキア公国の主要拠点であったブラン城や、ヴラド3世がオスマン帝国との戦いで用いたポエナリ城などが挙げられるが、具体的な根拠があるわけではない。作中での描写は、トランシルヴァニア地方にある山頂に建てられた城となっている。
一説として、1865年に出版されたチャールズ・ボナーの『トランシルヴァニア：その名産と人々』（Transylvania: Its Products and Its People）にあったブラン城の挿絵をストーカーが見た可能性が指摘されている。

## 映像化作品におけるドラキュラ伯爵
ドラキュラは最も映像化された小説のホラーキャラクターとなっている。彼を演じた俳優としては、マックス・シュレック、ベラ・ルゴシ、クリストファー・リーなどが知られる。
2003年にはAFIの「アメリカ映画100年のヒーローと悪役ベスト100」において、1931年にルゴシが演じたドラキュラ伯爵が悪役の第33位に選ばれた。
また、2013年には『エンパイア・マガジン』が、ホラー映画史上最も偉大なキャラクターのランキングにおいて、リーのドラキュラ伯爵を第7位に選んだ。
これら映像化作品ではドラキュラ伯爵の最期が大幅に変更されていることが多く、一般にイメージされるドラキュラの最期や吸血鬼の弱点にもなっている。例えば、1922年の『吸血鬼ノスフェラトゥ』は吸血鬼は日光が致命的な弱点とし、最期は朝日を浴びて消滅する。1931年の『魔人ドラキュラ』は、ヴァン・ヘルシングとの一騎打ちという対立構造に変えられ、最期は胸に木片を打ち込まれて討伐される。1958年の『吸血鬼ドラキュラ』は、ヴァン・ヘルシングに燭台で作った十字架で朝日の中に追い込まれ、消滅するという最期であった。1992年の『ドラキュラ』は、ジョナサンに行列を襲撃されるところはほぼ原作通りだが、その後、ミナにとどめを刺してもらうというラストに脚色されている。

### 演じた人物
ここでは『吸血鬼ドラキュラ』を原作とする映画作品を挙げる。それ以外の事例についてはen:Count Dracula#Screen portrayalsを参照。
| 年     | 作品名                           | 演じた人物             | 備考                                                                       |
| ------ | -------------------------------- | ---------------------- | -------------------------------------------------------------------------- |
| 1921年 | ドラキュラの死                   | Erik Vanko             | 失われた映画                                                               |
| 1922年 | 吸血鬼ノスフェラトゥ             | マックス・シュレック   | この作品ではオルロック伯爵という名前になっている                           |
| 1931年 | 魔人ドラキュラ                   | ベラ・ルゴシ           |                                                                            |
| 1958年 | 吸血鬼ドラキュラ                 | クリストファー・リー   |                                                                            |
| 1979年 | ドラキュラ                       | フランク・ランジェラ   |                                                                            |
| 1979年 | ノスフェラトゥ                   | クラウス・キンスキー   | 1922年の『吸血鬼ノスフェラトゥ』のリメイクだが名前はドラキュラ伯爵である。 |
| 1992年 | ドラキュラ                       | ゲイリー・オールドマン |                                                                            |
| 2012年 | ダリオ・アルジェントのドラキュラ | トーマス・クレッチマン |                                                                            |
| 2023年 | ドラキュラ/デメテル号最期の航海  | ハビエル・ボテット     |                                                                            |
| 2024年 | ノスフェラトゥ                   | ビル・スカルスガルド   |                                                                            |